# Rose vino
Rose, roze, ružičasto vino, opolo u Dalmaciji, ružice ili rumenke u istočnom dijelu,[čega?] je po kemijskom sastavu i organolepličkim svojstvima kategorija vina između bijelih i crvenih (crnih), okusom i kemijskim sastavom slično je bijelim vinima, a bojom je slično crnima. Većina rosé vina proizvodi se od crnog grožđa, ali postoji mogućnost i kupaže (miješanja) crnog i bijelog vina.
Sama boja rosea se kreće od vrlo svijetle do tamnije ružičaste, što ovisi od sorte grožđa i načina proizvodnje. Vjerojatno najpoznatiji rosei dolaze iz Francuske (odatle im i ime), ali proizvode ih u svim vinskim regijama svijeta.
Rose vina su zrcalna suprotnost narančastim vinima. Ružičasta vina nastaju tako što se crno grožđe vinificira metodom bijelog vina, odnosno bez ili s izrazito kratkom maceracijom, a narančasta vina nastaju tako što se bijelo ili crveno grožđe vinificira metodom crnog vina, odnosno s kraćom, duljom ili ekstremno dugačkom, ali obaveznom maceracijom.